# Пая акапулькійська
Па́я акапулькійська (Cyanocorax sanblasianus) —  вид горобцеподібних птахів родини воронових (Corvidae). Ендемік Мексики.

## Опис

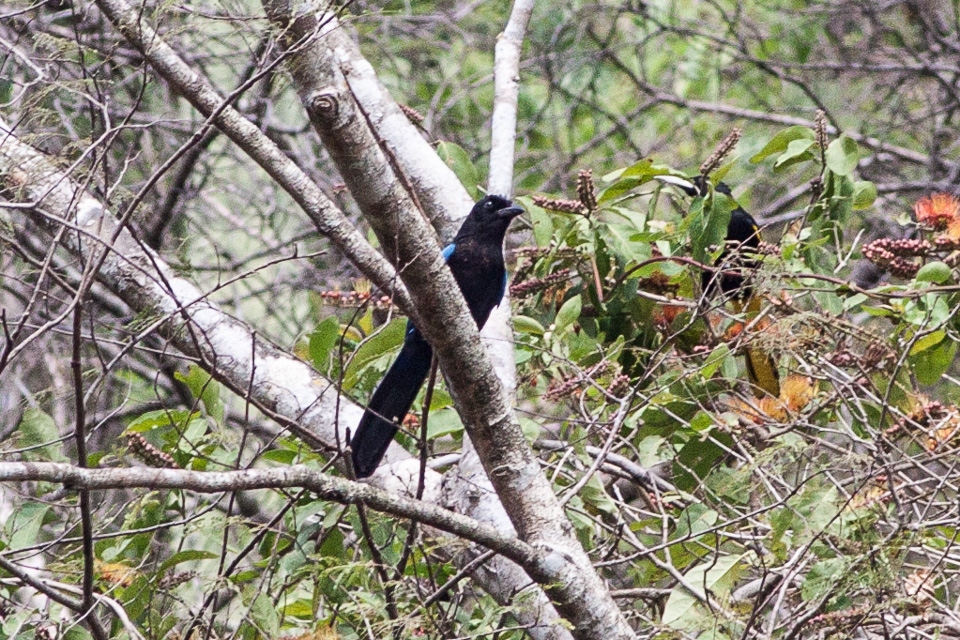
Акапулькійська пая

Довжина птаха становить 27-35 см, вага 92-122 г. Виду не притаманний статевий диморфізм. Забарвлення переважно чорне, спина, надхвістя, крила і хвіст сині. На тімені невеликий чуб. Райдужки білі, дзьоб і лапи чорні. У молодиз птахів чуб більш помітний, очі карі, дзьоб жовтий.

## Підвиди
Виділяють два підвиди:
- C. s. nelsoni (Bangs & Penard, TE, 1919) — тихоокеанське узбережжя Мексики (від Наярита до Герреро);
- C. s. sanblasianus (Lafresnaye, 1842) — центральне Герреро.

## Поширення і екологія
Акапулькійські паї живуть в сухих чагарникових заростях, рідколіссях і саванах, на узліссях сухих і напіввологих субтропічних і тропічних лісів, в на плантаціях і в садах. Зустрічаються сімейними зграйками до 30 птахів, на висоті до 1200 м над рівнем моря. Живляться переважно великими комахами, зокрема кониками, іншими безхребетними, личинками, ягодами, плодами, дрібними хребетними, зокрема ящірками анолісами, пташенятами і яйцями.
Акапулькійські паї є моногамними птахами, утворюють пари на все життя. Гніздування у них триває з кінця травня до початку серпня, вони формують невеликі гніздові колонії. Гніздо у них чашоподібні, робляться в переплетених гілочок, встелюються рослинними волокнами, розміщуються на дереві. В кладці 3-4 сіруватих яйця, поцяткованих коричневими плямками. Інкубаційний період триває 18 днів. За пташенятами доглядають і самиці, і самці, а також інші члени зграї, які наразі не гніздяться. Пташенята покидають гніздо через 2 тижні після вилуплення, після чого приєднуються до зграї. Розмножуватися вони починають на 3 році життя.